# Dersu Uzala (film 1961)
Dersu Uzala (Дерсу Узала) è un film del 1961 diretto da Agasi Arutjunovič Babajan.